# Raionul Nîjni Sirohozî, Herson
Nîjni Sirohozî (în ucraineană Нижньосірогозький район, transliterat: Nîjnosirohozkîi raion) este un raion în regiunea Herson, Ucraina. Reședința sa este așezarea de tip urban Nîjni Sirohozî.

## Demografie
Componența lingvistică a raionului Nîjni Sirohozî
     Ucraineană (80,3%)
     Rusă (17,45%)
     Alte limbi (0,63%)
Conform recensământului din 2001, majoritatea populației raionului Nîjni Sirohozî era vorbitoare de ucraineană (80,3%), existând în minoritate și vorbitori de rusă (17,45%).